# Perzische Corridor

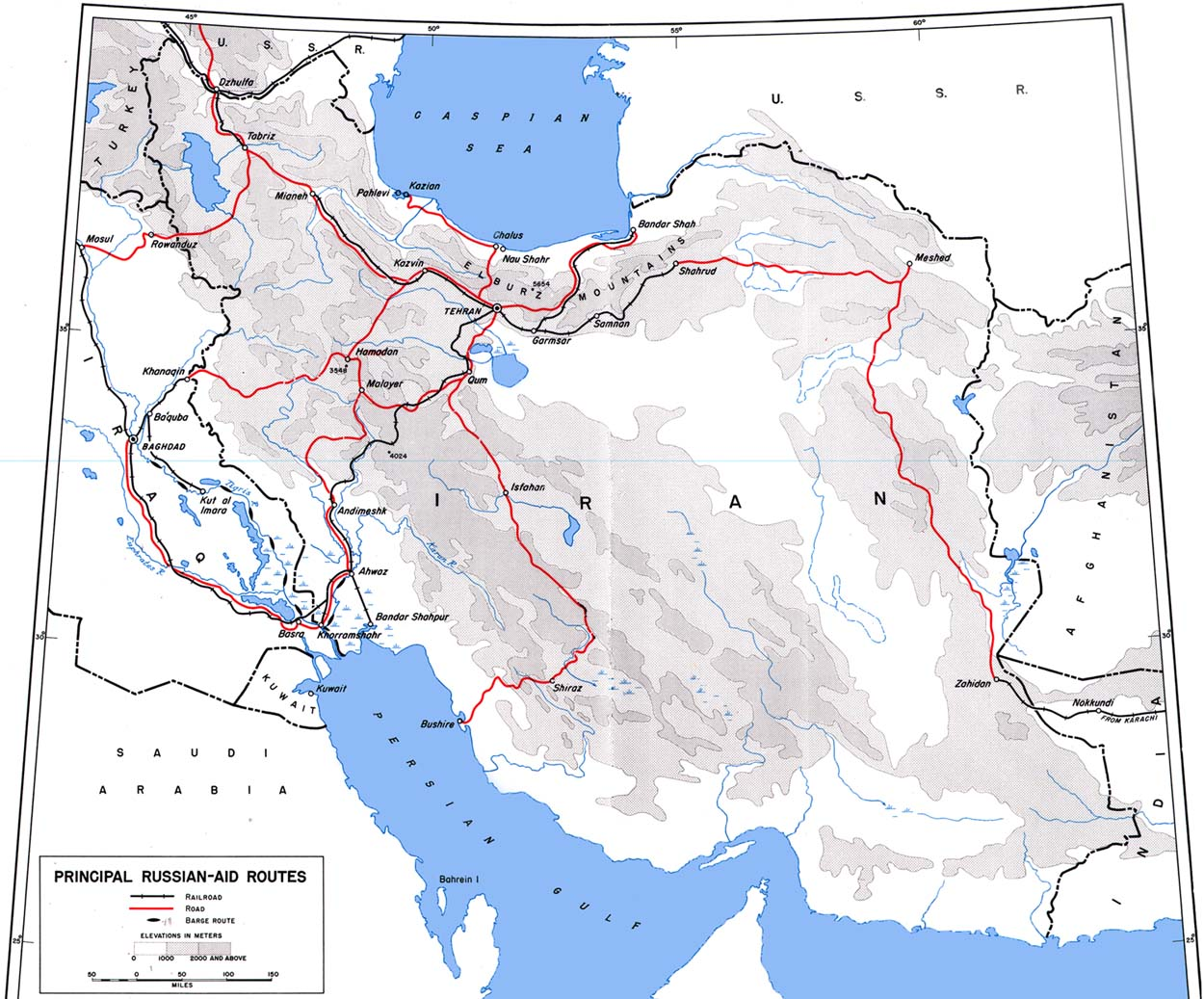
Overzicht transportroutes in Iran

De Perzische Corridor was een belangrijke transportroute tijdens de Tweede Wereldoorlog voor de bevoorrading van het Rode Leger. Onder de Lend-lease Act leverden de Verenigde Staten militaire en andere noodzakelijke goederen aan de geallieerde partners in de strijd tegen de Duitsers. Tussen januari 1942 en mei 1945 werd via deze route meer dan 5 miljoen ton aan goederen aan de Sovjet-Unie geleverd.

## Lend-Leasehulp aan de Sovjet-Unie
Op 11 maart 1941 werd de wet aangenomen op grond waarvan de VS materiële militaire steun kon verlenen aan het Verenigd Koninkrijk, en later ook andere landen, waaronder de Sovjet-Unie, zonder formeel het uitgangspunt van neutraliteit te schenden. Voor het vervoer van goederen naar de Sovjet-Unie waren drie trajecten mogelijk, namelijk:
- de kortste route liep via de Noord-Atlantische Oceaan. Schepen vertrokken uit Britse havens en voeren over de Barentszzee naar Moermansk. Deze route was zeer gevaarlijk omdat schepen werden gebombardeerd door Duitse vliegtuigen en getorpedeerd door onderzeeboten. In juli 1942 werd deze route voor bijna twee jaar gesloten vanwege de zware verliezen.
- een tweede route liep van de Amerikaanse westkust naar een haven in Siberië. Vandaar werden de goederen verder per trein vervoerd door Rusland. De Sovjet-Unie en Japan verkeerden niet in staat van oorlog met elkaar, en de Japanners lieten Russische schepen met niet-militaire goederen zonder veel problemen passeren.
- de derde route, de langste maar ook de veiligste, liep van de Amerikaanse havens aan de oostkust langs Kaap de Goede Hoop naar de Perzische Golf, een afstand van 12.000 mijl. Een libertyschip, met een gemiddelde snelheid van 10 à 11 knopen, deed ongeveer 50 dagen over de tocht.

## Britten maken een start
In mei 1941 bezette het Verenigd Koninkrijk Irak, en in augustus vielen Britse en Sovjetlegers Iran binnen. Deze invasie werd noodzakelijk geacht omdat de Iraanse regering geen medewerking wilde verlenen aan het vervoer van strategische goederen over haar grondgebied. Ook wilde men de olievoorraden veiligstellen voor de geallieerden. Na de invallen begonnen de Britten met het opzetten van een transportroute naar Rusland. De haven van Basra aan de rivier de Sjatt al-Arab was het belangrijkst. Vandaar werden de goederen per trein vervoerd naar Bagdad en verder met vrachtwagens naar het noorden. De capaciteit langs deze route was beperkt, zo'n 5.000 ton per dag in eind 1942 en het grootste deel ervan was voor de eigen troepenmacht bestemd. Vanuit het zuiden van Irak ontbrak een goede weg- en spoorverbinding met Iran. De Britten legden daarom een spoorweg aan tussen de havens in het zuiden van Irak en Iran, die werd in 1942 in gebruik genomen. Dankzij deze verbinding werd in de periode van augustus tot en met december 1942 ongeveer 1.550 ton per dag over het Iraanse spoor vervoerd, een verzevenvoudiging van de vervoerde vracht voor de inval van augustus 1941.

## Amerikanen nemen de operatie over
In de loop van 1941 beloofde de Amerikaanse regering de Britten te helpen en in september van dat jaar arriveerde de eerste hulp. Aanvankelijk bleef de operatie onder Brits beheer maar begin 1942 namen de Amerikanen het over. De ambities waren groot: de Amerikanen en Britten hadden de Sovjets beloofd van 1 juli 1942 tot 30 juni 1943 één miljoen ton goederen te leveren via de Perzische Corridor. De capaciteit van de havens aan de Golfkust was daarvoor veel te klein en nieuwe loskaden en andere havenfaciliteiten waren noodzakelijk. In de zomer van 1942 werd bovendien de belangrijke zeeweg naar Moermansk grotendeels gesloten vanwege de zware verliezen. Dit betekende meer vracht voor de Perzische route waardoor de plannen moesten worden aangepast. Het nieuwe doel was een totale loscapaciteit van 250.000 ton per maand, oftewel 8.700 ton per dag. Deze hoeveelheid kwam overeen met de lading van 25 libertyschepen per maand. De haven van Koramsjar, ook aan de Sjatt al-Arab, kreeg in de plannen de belangrijkste rol toebedeeld met een geplande capaciteit van 120.000 ton per maand. Goede tweede was Bandar Shahpur, een Iraanse haven circa 100 kilometer ten oosten van Koramsjar, met een overslag van 90.000 ton per maand. Voor het vervoer over land werd vooral op het Iraanse spoorwegnet gerekend; dit zou 60% van alle vracht moeten verwerken.

## De trajecten over land

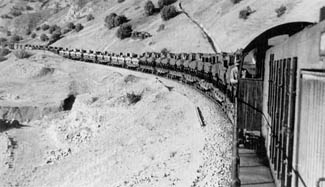
Trein met tanks voor het Rode leger

De route via het spoor was 1.400 kilometer lang. Het eerste stuk liep door de moerassen van de Sjatt al-Arab, vervolgens door de woestijn en over het Zagrosgebergte via passen op ruim 2.000 meter hoogte naar de hoogvlakte van Teheran. Een afstand van in totaal 925 kilometer. Vanuit Teheran naar de Russische grens passeerde de trein de Elboers, een moeilijk bergtraject, om na een reis van 500 kilometer Bandar Shah aan de Kaspische Zee te bereiken. Teneinde de verhoogde transportdoelstellingen te behalen, werden nieuwe diesellocomotieven vanuit Amerika aangevoerd en ook 1.700 goederenwagons.
Voor het vervoer van goederen over de weg was Kazvin gekozen als eindbestemming en plaats van overdracht voor vracht en voertuigen aan de Sovjets. De route van Koramsjar liep eerst 170 kilometer door de woestijn, met in de zomer hoge temperaturen en zandstormen en in de winter bittere kou, vervolgens ruim 500 kilometer door een bergachtig gebied en de laatste 200 kilometer over een hoogvlakte waar de belangrijkste bergpas in de winter geblokkeerd was door sneeuw. Een tweede route via de weg was met 1.900 kilometer nog langer. Deze liep van de Iraanse haven Bushehr via Teheran naar Tabriz waar de Russen de goederen in ontvangst namen. Vele duizenden vrachtwagens waren voor de wegroutes noodzakelijk, bijna 90% hiervan werd in twee grote Amerikaanse fabrieken in Zuid-Iran geassembleerd en tegelijk met de goederen aan de Russen geleverd. De Amerikanen leverden circa 200.000 nieuwe vrachtwagens aan de Sovjet-Unie via de Perzische route.

## Resultaten

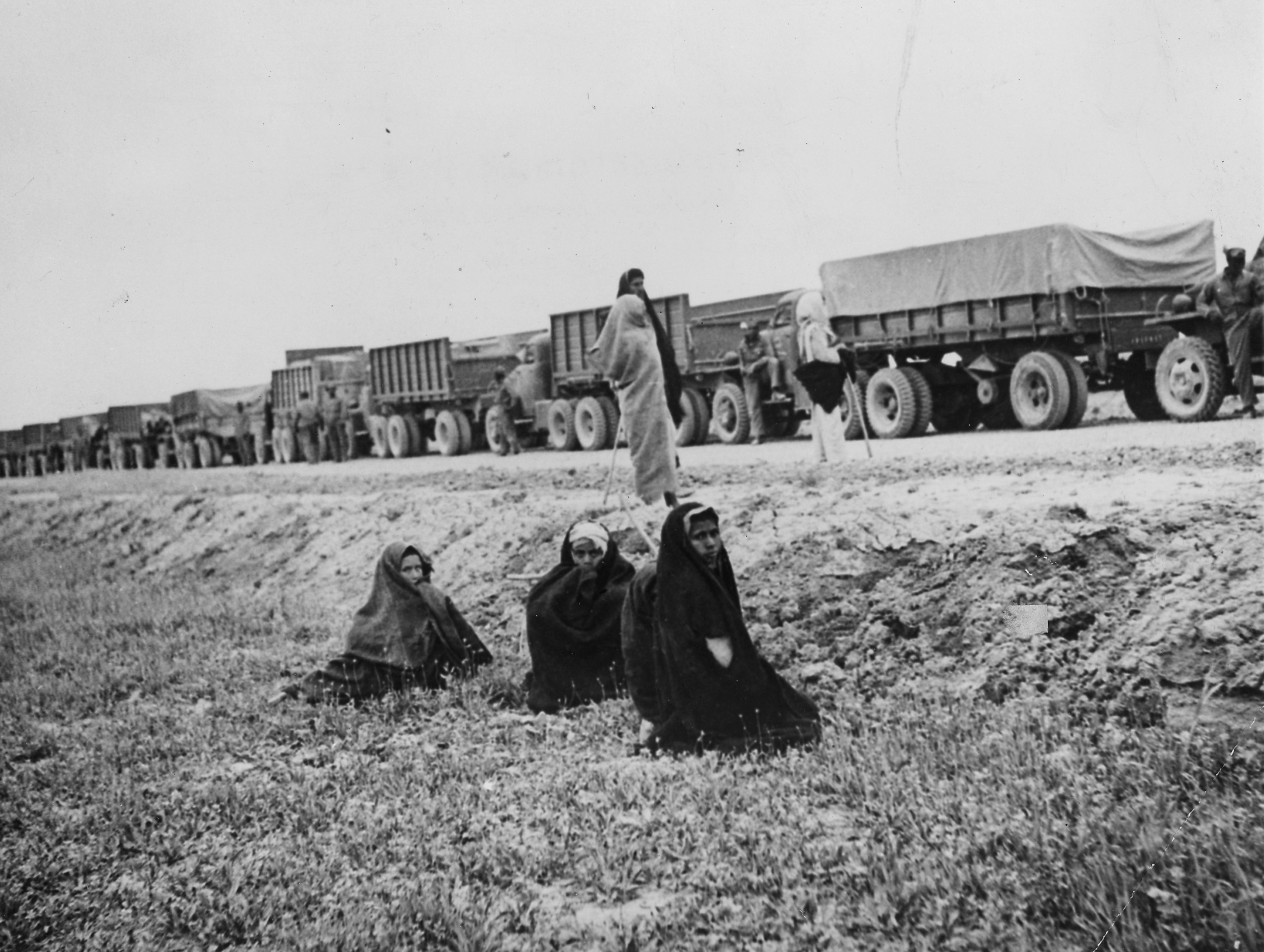
Een konvooi is gestopt ergens langs de route

Het plan om begin 1943 alle goederenverwerkingscapaciteit opgesteld te hebben, werd niet gehaald. Het noodzakelijke transportmaterieel was niet op tijd geleverd, maar de vrachtschepen met goederen voor het Russische leger kwamen wel. Schepen lagen daardoor lang voor de havens te wachten alvorens ze gelost konden worden en in de havens stapelden de voorraden zich op. In de zomer van 1943 waren de meeste logistieke problemen opgelost en de voorraden die op de kades lagen afgevoerd. Op het hoogtepunt waren 30.000 Amerikanen in de regio gestationeerd om de transporten goed te laten verlopen.
In oktober 1943 werd er 217.000 ton aan de Russen overgedragen waarvan twee derde via het spoor was vervoerd. In juli 1944 werd de piek bereikt met ruim 280.000 ton gelost. Een geleidelijke daling zette in nadat medio 1944 de route naar Moermansk weer kon worden opengesteld en aan het eind van 1944 havens in de Zwarte Zee beschikbaar waren gekomen. Deze havens lagen veel dichter bij het front, waardoor het transport via de Perzische Golf aan belang inboette. De Iraanse spoorwegen konden nu al het vervoer aan en de transporten over de weg werden daarom gestaakt. In 1945 werd het beheer over de havens stapsgewijs overgedragen aan Britse autoriteiten of aan lokale civiele havenbeheerders. Alleen de haven van Koramsjar heeft tot in de zomer van 1945 als Amerikaanse militaire haven gefunctioneerd, niet alleen voor de ontvangst van goederen maar ook als vertrekhaven voor de Amerikaanse troepen naar huis. Op 30 december 1945 vertrok de General W.P. Richardson met de laatste militairen uit de haven en de volgende dag was het Amerikaanse beheer officieel ten einde.
In de onderstaande figuur een overzicht van alle geleverde geallieerde goederen tijdens de periode dat de Verenigde Staten verantwoordelijk was voor de Perzische Corridor:
| in long tons                | 1941   | 1942    | 1943      | 1944      | 1945   | Totaal    |
| Vliegtuigen                 | 377    | 11.207  | 16.713    | 11.348    | 0      | 39.645    |
| Gevechtsvoertuigen          | 0      | 20.045  | 10.523    | 39.839    | 0      | 70.407    |
| Vrachtwagens                | 10.138 | 143.927 | 308.526   | 394.829   | 16.426 | 873.846   |
| Overige voertuigen          | 0      | 0       | 41.447    | 28.479    | 252    | 70.178    |
| Wapens en munitie           | 0      | 44.214  | 36.222    | 63.418    | 507    | 144.361   |
| Voedsel                     | 0      | 84.108  | 423.660   | 478.591   | 9.009  | 995.368   |
| Metalen en metaalproducten  | 443    | 339.889 | 412.946   | 482.661   | 12.578 | 1.248.517 |
| Olieproducten               | 39     | 1.566   | 26.449    | 14.226    | 2.788  | 45.068    |
| Overig                      | 330    | 40.544  | 287.114   | 256.981   | 1.709  | 586.588   |
| Britse en Canadese goederen | 2.175  | 19.759  | 43.379    | 18.582    | 1.244  | 85.139    |
| Totaal                      | 13.502 | 705.259 | 1.606.979 | 1.788.864 | 44.513 | 4.159.117 |

## Conclusie
In de periode dat de Amerikanen het beheer over de route hebben gevoerd, van januari 1942 tot eind 1945, werd ruim 5 miljoen ton goederen via de Perzische Golf havens aan de Sovjet-Unie geleverd. Dit totaal is inclusief de bijdrage van de Britten, die niet in de onderstaande tabel is verwerkt. Hiervan werd bijna 4 miljoen ton verstuurd via de havens van Koramsjar en Bandar Shahpur. Het vervoer over land ging voor 60% via het spoor en de rest vooral via de weg maar deels ook per binnenvaartschip. De Perzische route was de op een na belangrijkste route voor het vervoer van militaire en civiele vracht naar de Sovjet-Unie. Alleen naar militair materieel gerekend, werd via deze route het meeste geleverd.

## Amerikaanse leveranties aan de Sovjet-Unie in 1941-1945
| in long tons                    | 1941    | 1942      | 1943      | 1944      | 1945      | Totaal     | Idem in % |
| via de Perzische Golf:          | 13.502  | 705.259   | 1.606.979 | 1.788.864 | 44.513    | 4.159.117  | 24%       |
| Direct naar de Sovjet-Unie via: |         |           |           |           |           |            |           |
| Verre Oosten                    | 193.299 | 734.020   | 2.388.577 | 2.848.181 | 2.079.320 | 8.243.397  | 47%       |
| Barentszzee                     | 153.977 | 949.711   | 681.043   | 1.452.775 | 726.725   | 3.964.231  | 23%       |
| Zwarte Zee                      | 0       | 0         | 0         | 0         | 680.723   | 680.723    | 4%        |
| Overig                          | 0       | 64.107    | 117.946   | 127.802   | 142.538   | 452.393    | 3%        |
| Totaal                          | 360.778 | 2.453.097 | 4.794.545 | 6.217.622 | 3.673.819 | 17.499.861 | 100%      |
| Idem in procenten               | 2%      | 14%       | 27%       | 36%       | 21%       | 100%       |           |